# Бронников, Фёдор Андреевич
Фёдор Андре́евич Бро́нников (17 [29] сентября 1827, Шадринск, Пермская губерния — 1 [14] сентября 1902, Антиколи-Коррадо, Лацио) — русский живописец, профессор исторической живописи.

## Биография

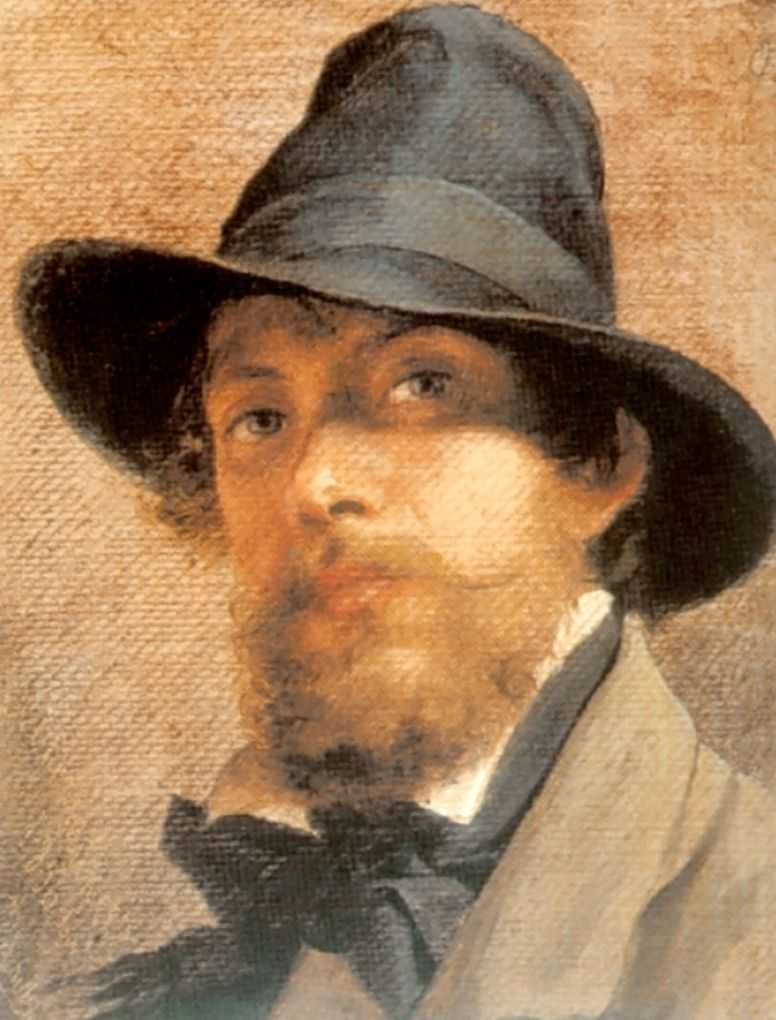
Автопортрет (1856)

Ф. Бронников родился 17 (29) сентября 1827 года, происходил из мещан города Шадринска Пермской губернии. Отец — иконописец.
С детских лет увлекался рисованием. Отец дал ему первые уроки живописи. После смерти отца шестнадцатилетним отправился с попутным обозом в Санкт-Петербург, мечтая поступить в Академию художеств. Но двери этого заведения оказались закрытыми для Бронникова. Тогда он стал учеником в гравёрной мастерской ксилографа Е. Е. Бернардского. На способного юношу обратил внимание известный скульптор барон Пётр Клодт. Он и выхлопотал ему бесплатный билет вольнослушателя классов рисования академии. Фёдор Бронников успешно прошёл все классы и получил серебряную медаль.
Но только после того, как по ходатайству покровителей художника в Шадринске в 1850 году дали согласие отчислить его из своего мещанского общества, он стал учеником Академии, где занимался у профессора исторической живописи Алексея Маркова. В 1853 году Ф. А. Бронников окончил Императорскую Академию художеств. За картину на заданную тему «Божия матерь — всех скорбящих радость» получает большую золотую медаль, звание художника и командировку в Италию.
В 1854 году отправился за границу пенсионером Академии и поселился в Риме. Перед поездкой за границу Фёдор Андреевич побывал в родном городе. В Риме на Виа Виттория у него была своя студия. В Италии он много работал: писал портреты состоятельных граждан, итальянские пейзажи, улицы городов и селений, жанровые сцены из итальянской жизни, картины на темы из истории Древнего Рима и Средневековья. В Италии он остался и после окончания срока командировки, так как слабое состояние здоровья требует тёплого и мягкого климата. Бронников писал картины на темы из древнегреческой, древнеримской истории, а также на темы современной ему итальянской народной жизни.
В 1863 году Бронников привёз в Россию большое полотно: «Квестор, читающий смертный приговор сенатору Тразею Пету». За эту работу он получил звание профессора исторической живописи.
Поездка на родину явилась переломным моментом в творчестве Фёдора Бронникова. Здесь он сблизился с передвижниками и под их влиянием написал ряд жанровых картин: «Бедное семейство, выгоняемое из квартиры», «Старик-нищий» (Третьяковская галерея), «Золотая свадьба» и другие. В 1870 году Академия присудила ему золотую медаль имени Виже-Лебрен за картину «Бедное семейство, прогоняемое с квартиры».
В 1873 году Бронников вступил в Товарищество передвижных художественных выставок. Протокол о его приёме подписан Крамским, Мясоедовым, Перовым, Шишкиным, Клодтом, Саврасовым и другими. Вместе с лучшими русскими мастерами Фёдор Андреевич экспонирует свои работы. В их числе — «Больной у католического монастыря», «Покинутая», «Художники в приёмной богача». Последняя пользуется большим успехом у зрителей и знатоков. Известный критик В. В. Стасов писал: «Одна из самых замечательных картин передвижной выставки — это небольшая картина г. Бронникова „Художники в приемной богача“, … одна из удачнейших маленьких комических сцен, выраженных живописью, работа деталей превосходна…»
В 1878 году Фёдор Бронников создал замечательное полотно «Проклятое поле», трагический живописный рассказ о жестокой расправе рабовладельцев-патрициев над рабами. «Эта картина — образец удивительного воздействия композиции, красок и рисунка… всё полно правды, все говорит, всё обличает»,— писал В. В. Стасов.
В 1870-80-е годы Фёдор Бронников писал также картины на сюжеты современной ему Италии.
Бронников награждён орденом Святой Анны III степени. Он стал командором одного из итальянских орденов. В Академии Художеств в Санкт-Петербурге имел все чины, которые даются только тем, истинные заслуги которых вполне признаны, и потому ему дали не только звание академика, но и профессора, и он даже был избран почётным членом Академии.
Фёдор Бронников умер 1 (14) сентября 1902 года в коммуне Антиколи-Коррадо провинции провинция Рим области Лацио Королевства Италия. Похоронен на Римском некатолическом кладбище Тестаччо. Прожив долгие годы в Италии, он никогда не забывал своего отечества, родного города. Об этом свидетельствует его завещание о передаче Шадринску свыше 300 картин, эскизов, рисунков и 40 тысяч рублей для основания здесь художественной школы. Желание живописца было выполнено только в советское время. Сейчас в городе открыто такое учебное заведение. А завещанные работы стали основой художественного отдела краеведческого музея.

## Живопись
Разносторонний художник Фёдор Андреевич являлся большим мастером портретной живописи. Его работы этого жанра, находящиеся в Шадринском краеведческом музее им. В. П. Бирюкова, отличаются тонким рисунком, поразительным сходством с натурой, их отличает психологическое содержание портрета и убедительность изобразительного языка. В пейзажах художник правдиво и проникновенно передаёт состояние окружающего мира. Они отмечены колористической гармонией и чистотой красок. Любовь к природе у художника зародилась с детских лет в Зауралье. Не случайно в письмах к родственникам в Шадринск он часто вспоминает красоту родных мест. «Нет здесь тех безграничных полей, что у вас там, в России, нет дремучих лесов… и это жаль. Я люблю простор и поля наши русские, точно море беспредельное», — делился своими чувствами с земляками Фёдор Андреевич.
Известные произведения Бронникова — «Гимн пифагорейцев восходящему солнцу», «Освящение гермы», «Проклятое поле» и другие находятся в Государственной Третьяковской галерее. Большинство произведений Бронникова находится в России, но многие приобретены также любителями из Англии, Америки, Венгрии, Италии и Дании. Из последних произведений следует упомянуть: «Покинутая», картина, принадлежащая датской королеве; «Бродяги на площади Popolo в Риме», приобретённая Барретом из Лондона. Лучшие работы экспонировались на Всемирных выставках вместе с выдающимися произведениями русской школы.

## Галерея

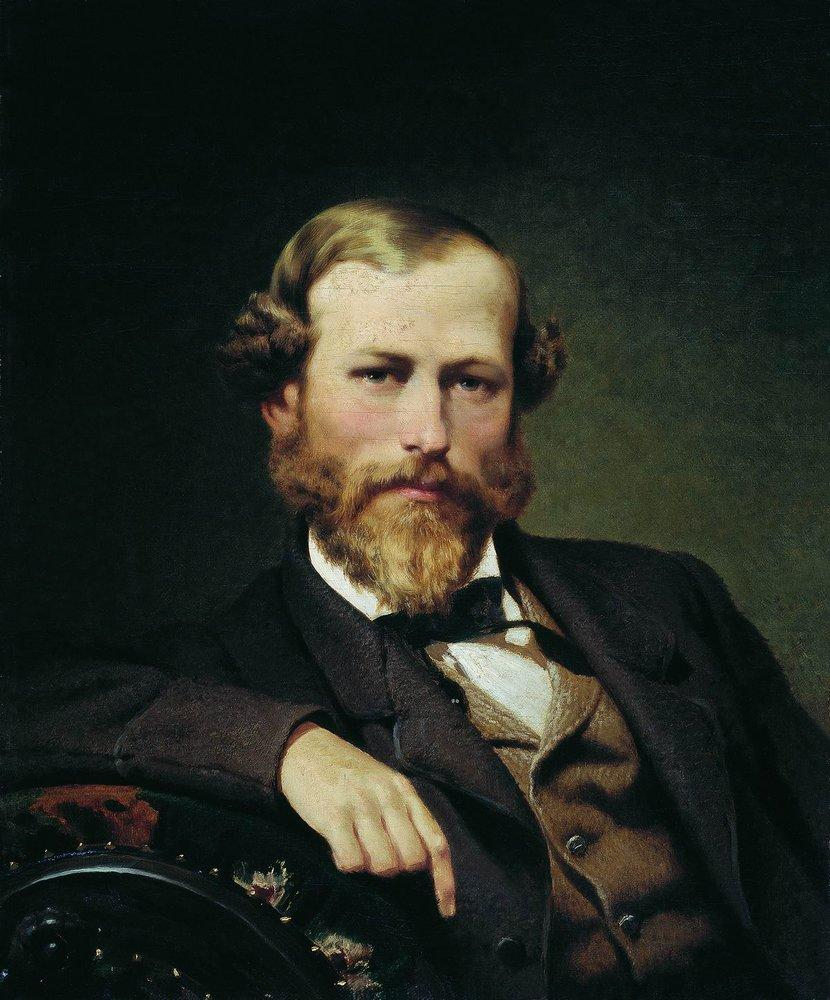
Портрет художника Константина Флавитского (1866)
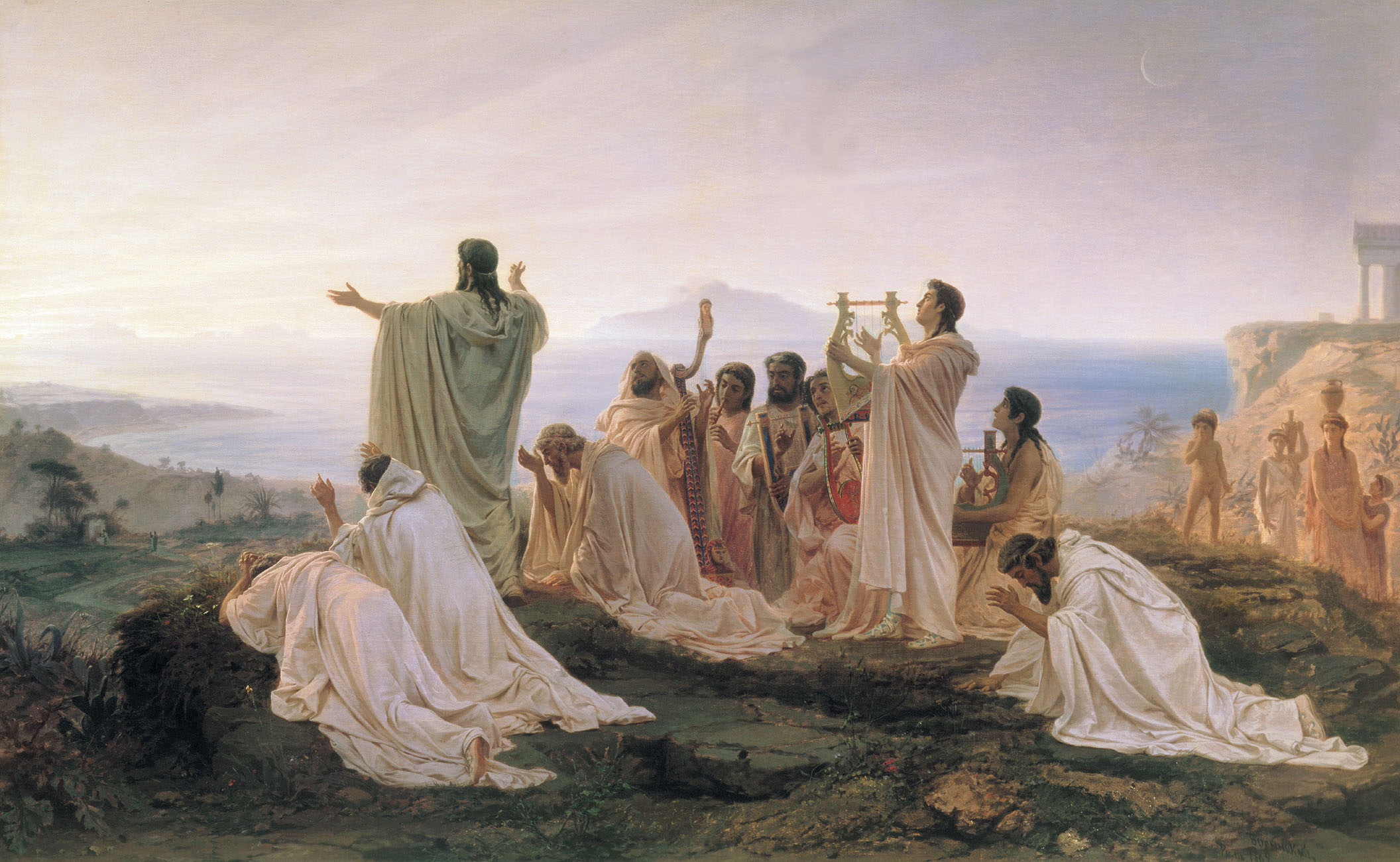
Гимн пифагорейцев восходящему солнцу (1869)
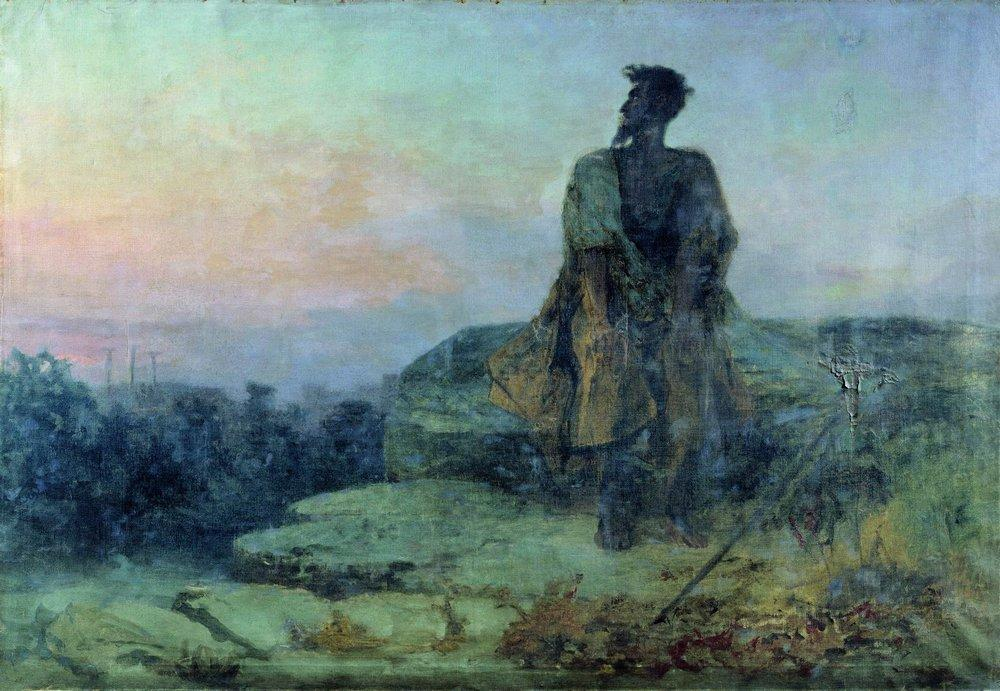
Иуда (1874)
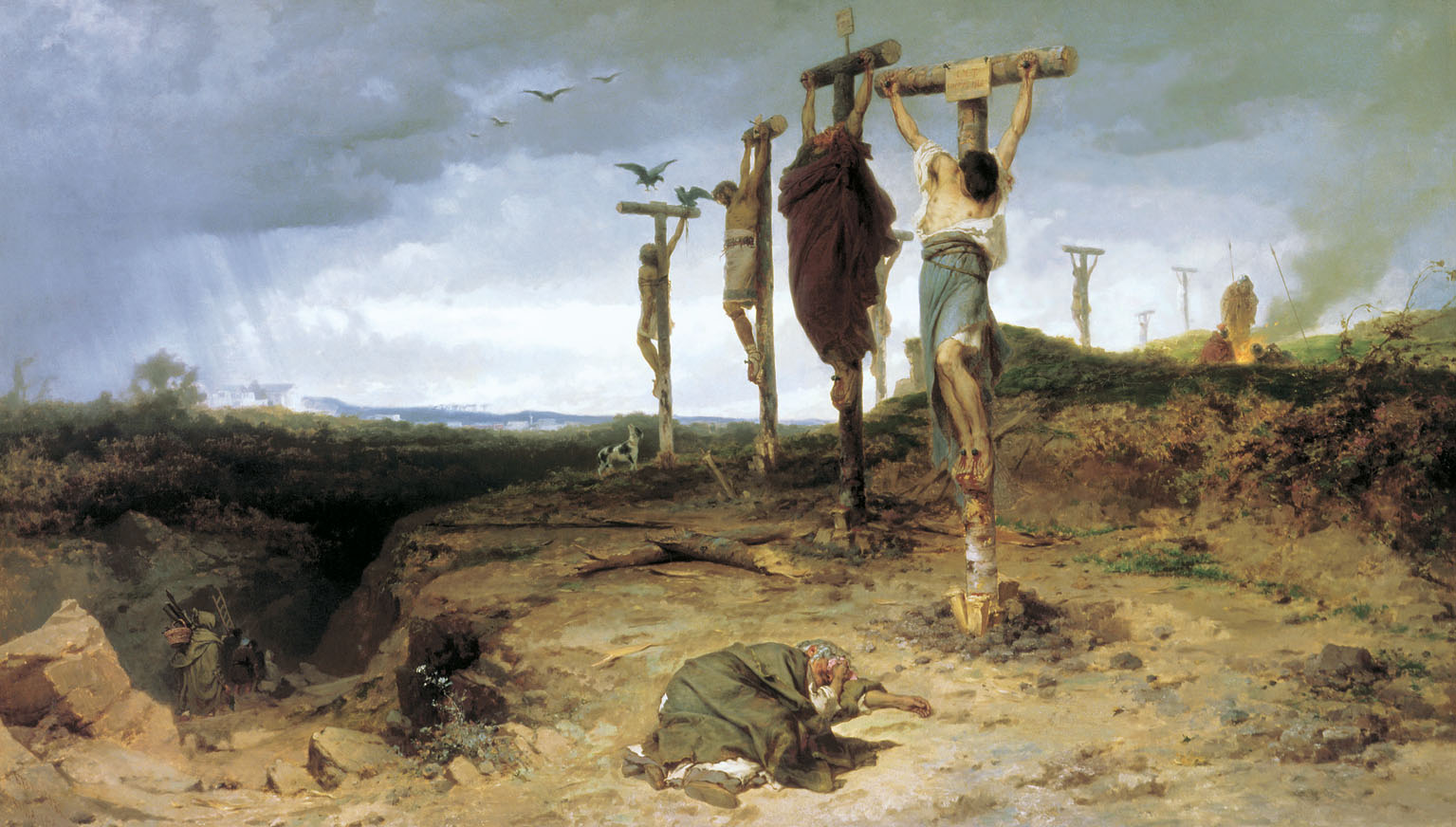
Проклятое поле. Место казни в Древнем Риме. Распятые рабы (1878)
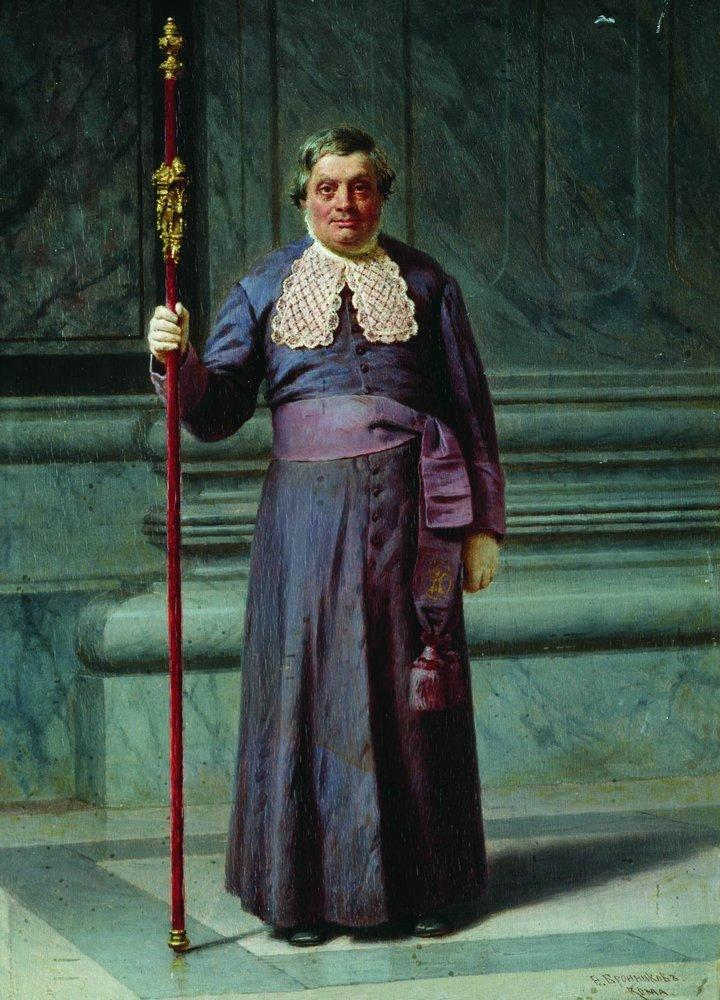
Капуцин (1881)
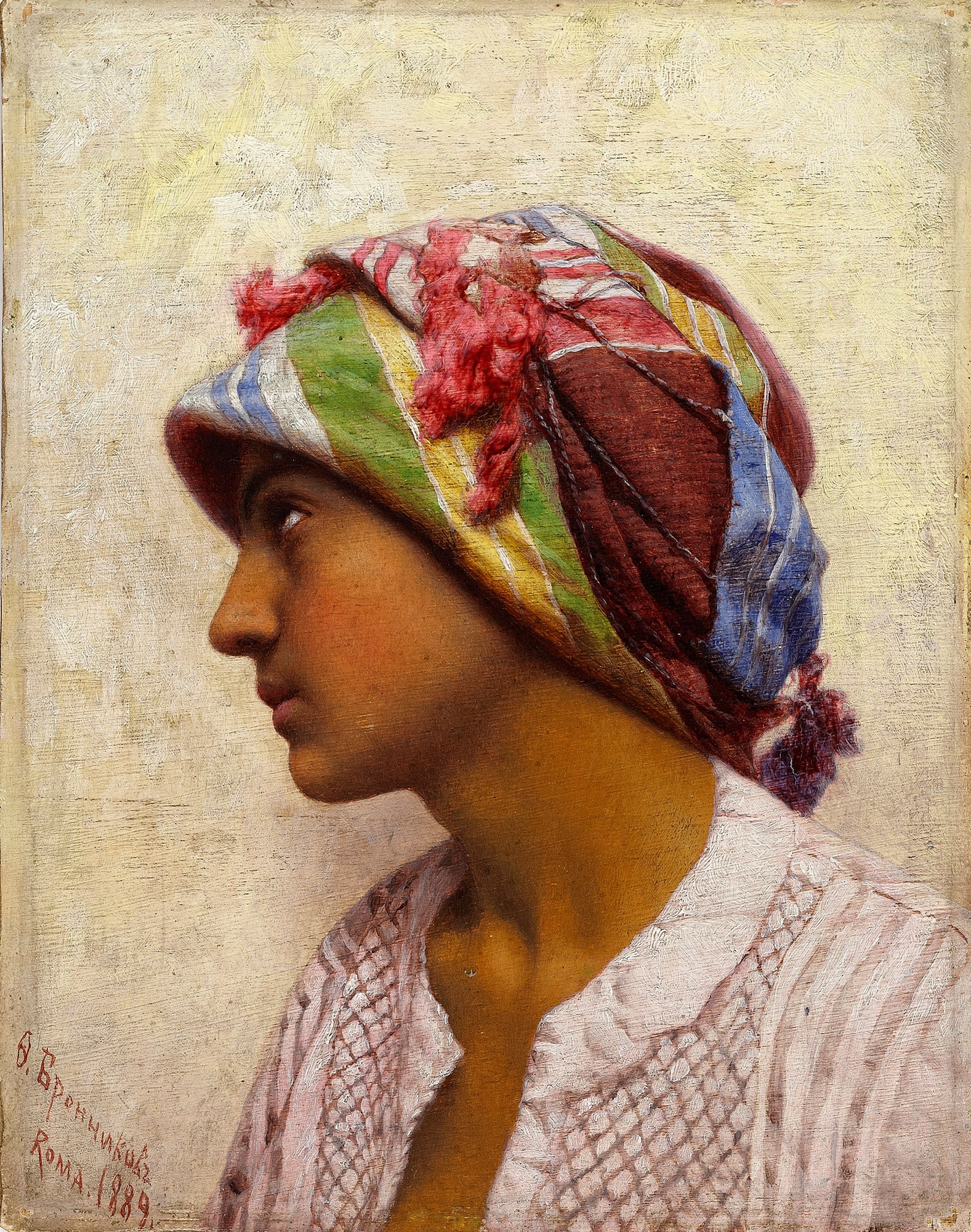
Итальянская девушка (1889)
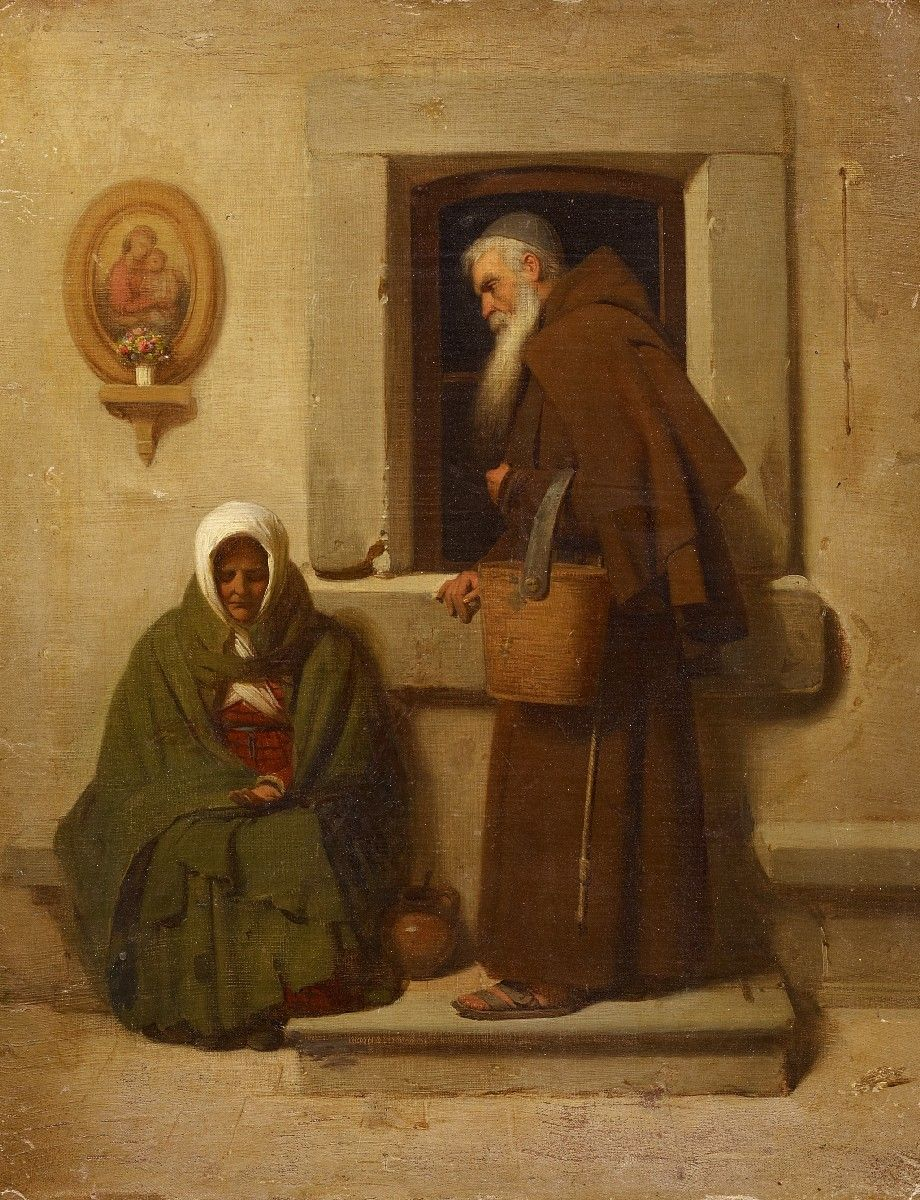
Монах и нищая (1902)

## Память
- Шадринская художественная школа носит имя Ф. А. Бронникова.